# Перворождённый (роман)
Перворождённый (англ. Firstborn) — научно-фантастический роман Артура Кларка и Стивена Бакстера, написанный в 2007 году. Роман является третьей частью трилогии «Одиссея времени».

## Сюжет
Действие романа происходят на Земле в 2069 году, на планете «Мир».
Бисезу Датт разбудили после 19-летнего анабиоза, потому что в Солнечную систему прибывает неизвестный объект. Это квинт-бомба — космологическое оружие, способное переносить материю во вновь созданную параллельную вселенную, и которое быстро самоуничтожается разрывом из-за большого количества фантомной энергии.
Бомба направляется к Земле: её направили Первенцы. Они являются древнейшими существами нашей Вселенной, их жизнь зародилась у первых звезд. Они ценят жизнь, но считают, что во Вселенной хватит энергии только для одной цивилизации, которая тогда сможет дожить до большого разрыва, а возможно и пережить его.
Всемирный космический совет посылает первый из построенных кораблей с аннигиляционным двигателем на перехват и уничтожение квинт-бомбы.